# Asystasia vogeliana
Asystasia vogeliana là một loài thực vật có hoa trong họ Ô rô. Loài này được Benth. mô tả khoa học đầu tiên năm 1849.